# Pompe à l'huile (dessert)
 (janvier 2015).
Si vous disposez d'ouvrages ou d'articles de référence ou si vous connaissez des sites web de qualité traitant du thème abordé ici, merci de compléter l'article en donnant les références utiles à sa vérifiabilité et en les liant à la section « Notes et références ».
Ne doit pas être confondu avec Pompe à huile.
La pompe à l'huile (en langue d'oc, poumpo à l'òli ou pompa a l'òli)  est un dessert provençal à base de farine de blé, de levain, d'huile d'olive, de sucre et éventuellement d'eau de fleur d'oranger.

## La pompe
C'est un dessert provençal et méridional traditionnel, confectionné notamment à l'occasion du gros souper, le repas du réveillon de Noël.
À l'origine du nom et de la recette, dans les moulins à huile d'olive de Provence, à la fin du processus, de la farine de blé permettait de pomper l'huile résiduelle[réf. nécessaire].
De renommée locale voire internationale, la pompe à l'huile de Ceyreste, de tradition remontant au XVIIe siècle, est un dessert typique que l'on trouve sur les tables Marseillaises à la Noël, parmi les autres treize desserts,.
La pompe à l'huile peut se consommer autant fraiche, moelleuse mais grasse, que rassie, plus dure mais plus sèche en bouche, le gâteau peut se conserver plusieurs jours du fait de sa haute teneur en huile.
La pompe à l'huile ne doit pas être confondue avec son cousin le gibassié, ni avec la pompe au beurre, de consistance plus briochée et proche des fougasses sucrées d'Aigues-Mortes.